# Astragalus geminiflorus
Astragalus geminiflorus är en ärtväxtart som beskrevs av Alexander von Humboldt och Aimé Bonpland. Astragalus geminiflorus ingår i släktet vedlar, och familjen ärtväxter. Inga underarter finns listade i Catalogue of Life.